# Пельцль, Франтишек Мартин

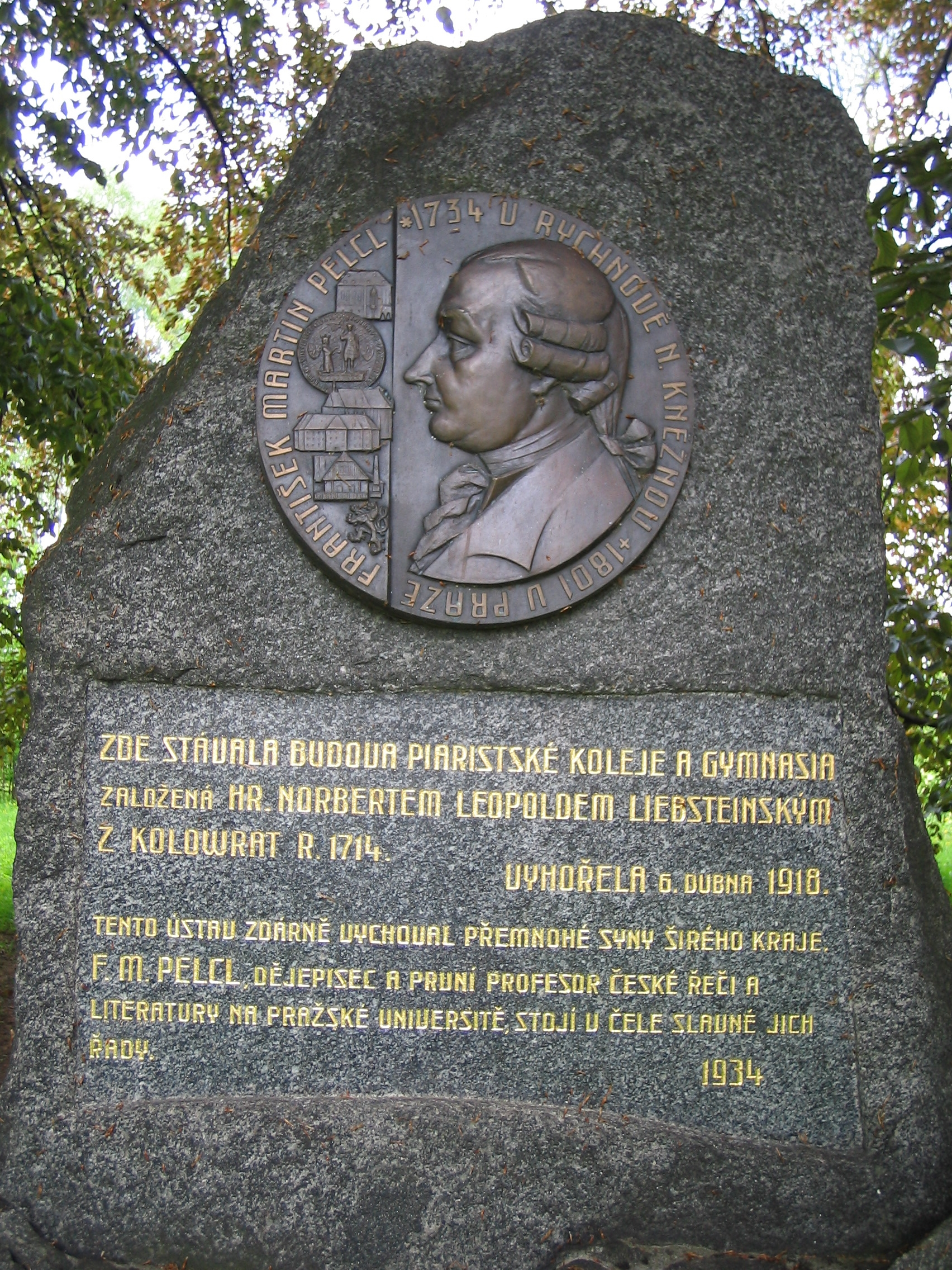
Памятник Ф. М. Пельцлю на родине в г. Рихнов-над-Кнежноу

Франтишек Мартин Пельцль или Пельцель (чеш. František Martin Pelcl; 11 ноября 1734, Рихнов-над-Кнежноу — 24 февраля 1801, Прага) — чешский филолог, лингвист, историк, писатель. Педагог, профессор чешского языка и литературы Карлова университета в Праге (с 1792).
Представитель чешского национального Возрождения, один из «будителей».

## Биография
Окончил иезуитскую школу. Затем изучал философию, теологию и право в Пражском университете. С 1757 года дополнительно в Вене продолжил изучение эстетики и истории .
В 1761—1769 годах он работал домашним учителем у детей графа Штернберка, позже — у чешского губернаториума графа Бедржиха Яна Ностица.
С 1773 года преподавал в Вене чешский язык и историю. В 1792 стал первым профессором недавно созданной кафедры чешского языка и литературы в Карловом университете в Праге.
Дружил с ведущими чешскими просветителями, среди которых были Йосеф Вацлав Добровский и Вацлав Матей Крамериу.
В семидесятых годах XVIII века принимал активное участие в политической жизни. Активно боролся против фальсификации чешской истории. Выступал в защиту чешского языка.
Похоронен на Малостранском кладбище Праги.

## Творчество
Большинство книг написал на немецком языке. Основные исторические труды Пельцля посвящены чешской истории, периоду правления императора Карла IV и короля Вацлава IV, Лексикон (энциклопедию) об известных иезуитах, труд о чешских писателях и историческое произведение о немцах в Чешском королевстве.
В «Новой чешской хронике» («Scriptores rerum bohemicarum» т. 1-3, (1783—1784), написанной на чешском языке, дал первое систематическое изложение чешской национальной истории с древнейших времён до 1378 года. Вместе с Й. Добровским осуществил это издание сборника документов по истории Чехии. Дополненное и исправленное издание (1791—1795) начинается с 1434 года.

## Избранные труды
- Kurzgefasste Geschichte der Böhmen von den ältesten bis auf die itzigen Zeiten («Краткая история Чехов с древних времен до наших дней» (1 издание — 1774, 2 изд. — 1779, 3 изд.- 1782, 4 изд. — 1817).
- Kaiser Karl der Vierte, König in Böhmen (в 2 томах, «Император Карл VI, Король Чешский») .